# Шкрапа
Шкрапе су линеарне, отворене или затворене депресије, изразито неправилног уздужног и попречног профила, настале растварањем огољених карбонатних стена. Дужине шкрапа варирају у метарском и декаметарском величинском подручју, а ширине и дубине су им центиметарске, па и метарске. 
Шкрапе се јављају на кречњачким или ређе доломитским падинама. Тада су најчешће међусобно паралелне и отворене. Њихов положај условљен је правцима сливања воде низ падине. Тај тип шкрапа у литератури је познат под називом ребрасте шкрапе. Оне су обично плиће, с дубином која ретко прелази дециметарски ред величина. Између густо распоређених шкрапа формирани су уски и ниски гребени, названи чебељи. Понекад могу бити оштри као нож и тада се називају сеченице. Плитке и широке шкрапе, са претежно оштрим чебељима, зову се музге. 
Шкрапе се могу јавити и на заравњеним деловима карбонатних терена. Тада се развијају по мрежи пукотина, међусобно се пресецају и укрштају и називају се мрежасте шкрапе. Тај тип је редовно дубљи. Њихове дубине су метарске, а местимично могу достићи и десетину метара. Мрежасте шкрапе такође могу бити веома густо распоређене, тако да је иницијална површ сведена само на чебеље, или чак и на сеченице.
На заравњеним деловима између шкрапа често се јављају каменице. То су плитке затворене депресије, тањирастог до зделастог изгледа, од центиметарског до дециметарског пречника и дубине. У њима се сакупља вода од киша, која у садејству са угљен-диоксидом даље проширује и продубљава каменице. 
Терен покривен шкрапама назива се шкрапар. Шкрапари спадају међу најнепроходније терене. Неправилне дубоке депресије раздвојене су уским гребенима, местимично оштријим од сечива ножа. Одатле за такве терене назив љути крас. 
На пресеку шкрапа настају шкрипови, уске депресије неправилног профила, од центиметарског до дециметарског пречника и метарске дубине. Дубљи шкрипови, чија дубина достиже и десетину метара, називају се шкрапски бунари. Снижавањем преграда између две шкрапе или више шкрапа, јављају се линеарне депресије с релативно заравњеним дном, метарске ширине и декаметарске дужине. Те депресије представљају једине проходне правце у шкрапарима, па отуда и њихов назив богази (тур. пролаз).